# Белокриничный (Краснодарский край)
Белокриничный — упразднённый хутор в Белоглинском районе Краснодарского края России. На момент упразднения входит в состав Новопавловского сельсовета. В 1962 году объединён с хутором Меклета и исключён из учётных данных.

## География
Располагался вдоль левого берега реки Меклета, восточнее региональной дороги 03К048 «с. Белая Глина — ст-ца Ильинская», в настоящее время представляет собой северо-восточную часть хутора Меклета.

## История
По всей видимости хутор возник в начале 1920-х годов, как сельскохозяйственная артель Кременчуг. По данным на 1925 год артель состояла из 9 дворов, в административном отношении входила в состав Успенского сельсовета Новопокровского района Кубанского округа Северо-Кавказского края. Перепись 1926 года зафиксировала увеличение дворов на хуторе до 14, в том числе 13 дворов великороссов и 1 двор украинцев. Административная принадлежность хутора не изменилась.
Решением Краснодарского краевого Совета народных депутатов от 27 августа 1962 года № 773 к хутору Меклета был присоединён снятый с учёта хутор Белокриничный Новопавловского сельсовета Белоглинского района.

## Население
По данным на 1925 год в артеле проживало 47 человек (21 мужчина и 26 женщин). По данным переписи 1926 года, на хуторе проживало 70 человек (35 мужчин и 35 женщин), из которых великороссы составляли 91 % населения, украинцы — 9 %. 6 % населения относило себя к казачьему сословью.